# 223877 Kutler
223877 Kutler este un asteroid din centura principală de asteroizi.

## Descriere
223877 Kutler este un asteroid din centura principală de asteroizi. A fost descoperit pe 15 octombrie 2004 la Mount Lemmon în cadrul programului Mount Lemmon Survey. Asteroidul prezintă o orbită caracterizată de o semiaxă mare de 3,05 ua, o excentricitate de 0,34 și o înclinație de 12,9° în raport cu ecliptica.